# Heinrich Hoffmann (Sagensammler)
Heinrich Hoffmann (* 1848 in Breitenbenden; † 1918 in Neuß) war ein deutscher Lehrer, Heimatkundler und Sagensammler der Nordeifel und des Dürener und Jülicher Landes.

## Leben
Ab 1881 war Hoffmann Lehrer in Pier, später in Gürzenich und ab 1895 Rektor der Peschschule in Düren.
Gegen Ende der 1890er Jahre begann er Sagen aus der Region Nordeifel und dem Rur- und Indegebiet zu sammeln. Erstmals herausgegeben wurden seine volkskundlichen Texte in zwei Bänden 1911 und 1914. Der Priester und Schriftsteller Wilhelm Capitaine verfasste hierzu Vorwort und eine Einführung in die Sagenthematik. Capitaines Großnichte Reinhild von Capitaine brachte die beiden Bände der Sagensammlung Anfang der 2000er Jahre in Reprints wieder auf den Markt.
Bei seinem Tod hinterließ Hoffmann 30 Hefte mit 1369 zum Teil in Mundart verfassten Originaltexten, zudem etwa 1000 Erzählungen in hochdeutscher Ausarbeitung. Er wurde in Düren beerdigt.

## Werke (Auswahl)
- Zur Volkskunde des Jülicher Landes – Sagen aus dem Rurgebiet. Eschweiler 1911, Verlag Josef Dostall
- Zur Volkskunde des Jülicher Landes – Sagen aus dem Indegebiet. Eschweiler 1914, Verlag Josef Dostall